# Paola Strauss
Paola Strauss (27 ottobre 1948) è un'ex sciatrice alpina italiana.

## Biografia
Sciatrice polivalente originaria di Rovereto, Paula Strauss debuttò in campo internazionale in occasione delle SDS-Rennen 1966 (Grindelwald, 11-14 gennaio), dove si classificò 70ª nella discesa libera, 44ª nello slalom speciale, 43ª nella combinata e non completò lo slalom gigante. In Coppa del Mondo esordì durante la stagione inaugurale del circuito, il 1º febbraio 1967 a Monte Bondone in slalom speciale (29ª), e conquistò i migliori risultati (nonché unici piazzamenti a punti) l'1 e il 2 marzo 1968 all'Abetone rispettivamente in slalom speciale (9ª) e in discesa libera (7ª), alle sue ultime gare internazionali; nella stessa stagione vinse la medaglia di bronzo nella discesa libera alla V Universiade invernale di Innsbruck. Non prese parte a rassegne olimpiche o iridate.

## Palmarès

### Universiadi
- 1 medaglia:
  -  1 bronzo (discesa libera a Innsbruck 1968)[senza fonte]

### Coppa del Mondo
- Miglior piazzamento in classifica generale: 36ª nel 1968

### Campionati italiani
- 1 medaglia[5]:
  - 1 bronzo (combinata nel 1966)